# سياهكش (مقاطعة فومن)
سياهكش (بالفارسية: سیاه‌کش) هي قرية تقع في قسم غوراببس الريفي في إيران. يقدر عدد سكانها بـ 170 نسمة .